# Ambato La Gran Ciudad Challenger
L'Ambato La Gran Ciudad Challenger è un torneo professionistico di tennis giocato sulla terra rossa, che fa parte dell'ATP Challenger Tour. Si gioca annualmente al Club Tungurahua di Ambato in Ecuador. La prima edizione si è tenuta nel settembre 2021 e faceva parte della categoria Challenger 80 con un montepremi di 52 080 $.

## Albo d'oro

### Singolare
| Anno | Campione               | Finalista                | Punteggio   |
| ---- | ---------------------- | ------------------------ | ----------- |
| 2022 | Facundo Bagnis         | João Lucas Reis da Silva | 7–6(7), 6–4 |
| 2021 | Thiago Agustín Tirante | Juan Pablo Varillas      | 7–5, 7–5    |

### Doppio
| Anno | Campioni                                             | Finalista                              | Score            |
| ---- | ---------------------------------------------------- | -------------------------------------- | ---------------- |
| 2022 | Santiago Fa Rodríguez Taverna Thiago Agustín Tirante | Benjamin Lock Courtney John Lock       | 7–6(11), 6–3     |
| 2021 | Diego Hidalgo Cristian Rodríguez                     | Alejandro Gómez Thiago Agustín Tirante | 6–3, 4–6, [10–3] |